# Esther Allan
Esther Allan   (Suwałki, 28 d'abril de 1914 - Detroit, 21 de juliol de 1985) fou una compositora, pianista i organista estatunidenca.

## Primers anys
Esther Allan va néixer Esther Boyarsky a Suwałki, Polònia. El seu pare era cantor. Va començar a tocar el piano quan només tenia cinc anys i va prendre les seves primeres lliçons de piano amb la seva mare. La seva família es va traslladar a Anglaterra quan era molt jove, i després als Estats Units.

## Carrera
Va començar a treballar a la ciutat de Nova York, tant com a pianista "clàssica" (per exemple, tocant el Concert per a piano núm. 2 de Brahms i el Concert per a piano en fa de Gershwin durant un recital al Carnegie Hall)i com pianista de "jazz" en la línia del" jazz clàssic" iniciat per George Gershwin i Dana Suesse.
A principis dels anys quaranta es va casar amb el joier estatunidenc i propietari de grans magatzems Norman Allan (1908-1999), a qui va dedicar el seu Concert Norman, una peça de 6 minuts per a piano i orquestra en la línia del Concert de Varsòvia, que va aconseguir un cert èxit en el seu moment i la va llançar com a compositora. Un cop casada, només utilitzà el seu cognom "estatunidenc" Allan, i bandejà el cognom de soltera.
Va treballar durant un cert període com a pianista a la Hour of Charm Orchestra de Phil Spitalny,així com un pianista afiliada a l'orquestra "The Minoco Maids Of Melody" d'Aileen Shirley.
Com a compositora, a part del "Concert Norman", va escriure altres peces breus per a piano i orquestra: Ocean Rhapsody,Concert romàntic... descrit com "una síntesi exacta entre Rakhmàninov, Gershwin i el Concert de Varsòvia", and Meditació per a piano, arpa i corda,tots ells homenatges a la seva Polònia natal. Aquestes obres, així com el "Concert Norman", van ser interpretades regularment per Allan, acompanyada per la Detroit Sinfonietta, dirigida per Felix Resnick. Als anys seixanta es va publicar un àlbum de vinil de les seves actuacions.
Va arranjar per a piano i orquestra diverses obres, incloent èxits clàssics com els Nocturns op.48 de Chopin la Sonata per a piano núm. 17 "La tempesta" de Beethoven i cançons de varietats com "Bethie's Theme", "Enchantment", i "Freddie's Running".
Va compondre nombroses obres curtes per a piano per a recitals propis, al voltant de trenta cançons, algunes músiques de cambra (inclòs un "Nocturn de tardor" per a piano i arpa), així com algunes obres de concert orquestral a escala més gran.

## Família
She lived in Detroit, Michigan with her husband and four children. Her oldest child, Sally Allan Alexander, became a piano teacher. Allan performed with several local musical ensembles and hosted many classical piano performances.

## Mort
Va morir el 21 de juliol de 1985 a Detroit, amb 71 anys.